# AMATEUR ACADEMY
『AMATEUR ACADEMY』（アマチュア・アカデミー）は、ムーンライダーズの9枚目のオリジナル・アルバム。1984年8月21日発売。

## 解説
RVC移籍第一弾アルバム。宮田茂樹がプロデュースを担当した。
全曲のタイトルが、英語の略字と数字で統一されている。歌詞中に何度か「ジャック」という人物が登場するのが特徴。ジャックは過去楽曲にも登場する。
ムーンライダーズの歴史で唯一、外部プロデューサーが起用されたアルバム。

## 再発盤
2004年に、『AMATEUR ACADEMY 20th anniversary edition』が2枚組で発売され、LIVEバージョンなどが収録された。

## 収録曲

### SIDE A
1. Y.B.J. (YOUNG BLOOD JACK)
作詞：鈴木博文　作曲：鈴木博文・鈴木慶一・岡田徹
編曲：岡田徹・ムーンライダーズ
2. 30 (30 AGE)
作詞・作曲：鈴木博文　編曲：白井良明・ムーンライダーズ
3. G.o.a.P. （急いでピクニックへ行こう）
作詞：鈴木慶一　作曲：岡田徹　編曲：岡田徹・ムーンライダーズ
4. B TO F （森へ帰ろう〜絶頂のコツ）
作詞：鈴木慶一　作曲：鈴木博文　編曲：鈴木博文・ムーンライダーズ
5. S・E・X （個人調査）
作詞・作曲：橿渕哲郎　編曲：白井良明・ムーンライダーズ

### SIDE B
1. M.I.J.
作詞：Diane Silverthorn　作曲：岡田徹
編曲：岡田徹・ムーンライダーズ
2. NO.OH
作詞・作曲：白井良明　編曲：白井良明・ムーンライダーズ
3. D/P （ダム/パール）
作詞：橿渕哲郎　作曲：白井良明・鈴木博文
編曲：白井良明・ムーンライダーズ
4. BLDG （ジャックはビルを見つめて）
作詞・作曲・編曲：鈴木慶一
5. B.B.L.B. （ベイビー・ボーイ、レディ・ボーイ）
作詞：鈴木慶一　作曲：鈴木慶一・岡田徹
編曲：岡田徹・鈴木慶一・ムーンライダーズ

### Disc 2
1. Star Struck (BDLG English Ver.)
2. G.o.a.P. (Live Ver.)
3. S・E・X (Live Ver.)
4. NO.OH (Live Ver.)
5. M.I.j. (Single Ver.)
6. GYM
7. Happy Birthday (Demo Ver.)